# Nadja Dwenger
Nadja Dwenger (* 14. Januar 1981 in Reutlingen) ist eine deutsche Wirtschaftswissenschaftlerin.

## Leben
Sie erwarb 2005 ein Doppeldiplom in Betriebswirtschaftslehre an der Universität Tübingen und IECS Straßburg und 2010 die Promotion zum Dr. rer. pol. bei Viktor Steiner und Alfons J. Weichenrieder in Volkswirtschaftslehre an der FU Berlin. Seit 2015 ist sie ordentliche Professorin (W3) für Finanzwissenschaft an der Universität Hohenheim.

## Schriften (Auswahl)
- Corporate income taxation and firms' investment and financing decisions. Berlin 2010.
- mit Pia Rattenhuber und Viktor Steiner: Sharing the burden. Empirical evidence on corporate tax incidence. Berlin 2011.
- mit Dorothea Kübler und Georg Weizsäcker: Preference for Randomization. Berlin 2013.
- mit Dorothea Kübler und Georg Weizsäcker: Flipping a coin. Theory and evidence. München 2014.